# Chronique des rois d'Alba
La Chronique des Rois d'Alba, ou Chronique écossaise, (anglais Chronicle of the Kings of Alba ) est une brève chronique relatant les règnes des rois d'Alba, qui couvre la période allant de l'époque de Kenneth MacAlpin (Cináed mac Ailpín) († 858) jusqu'au règne de Kenneth II (Cináed mac Maíl Coluim) qui règne de 971 à 995. William Forbes Skene la dénommait Chronique des Rois des Scots, et d'autres l'appellent la Vieille Chronique écossaise, mais l'expression Chronique des Rois d'Alba  été finalement été retenue par les spécialistes contemporains.

## Le texte
L'unique version existante du texte est incluse à la suite de la Chronique Picte dans le Manuscrit de Poppleton, conservé actuellement à la Bibliothèque nationale de France, à Paris .
La Chronique est le quatrième des sept documents écossais qui constituent le manuscrit et le premier des six qui y furent sans doute inclus ensemble au début du XIIIe siècle par l'homme qui avait écrit le De Situ Albanie.
La Chronique est une source essentielle pour la connaissance de la période considérée et en dépit d'une « francisation » ultérieure du texte, elle a été composée en Hiberno-latin, montrant à l'évidence que le scribe avait une connaissance de l'orthographe moyen irlandais. Le texte original a vraisemblablement été écrit en Écosse, probablement au début du XIe siècle, sans doute peu après le règne de Kenneth II, le dernier des rois qui y est évoqué, bien que la durée de son règne soit laissée en blanc.

## Sources
- (en) Cet article est partiellement ou en totalité issu de l’article de Wikipédia en anglais intitulé « Chronicle of the Kings of Alba » (voir la liste des auteurs), édition du 6 juin 2012.